# Instituto de Tecnologías del Lenguaje

Complejo Gates-Hillman en la Universidad Carnegie Mellon en Pittsburgh.

El Instituto de Tecnologías del Lenguaje (en inglés: Language Technologies Institute, abreviatura LTI) es una división de la School of Computer Science de la Universidad Carnegie Mellon en Pittsburgh, Pensilvania, Estados Unidos, y se dedica al área de la lingüística computacional.
La investigación académica se centra en la traducción automática, reconocimiento de voz, síntesis de habla, recuperación de información, parsers y extracción de información.
Hasta 1996, el instituto existía como Centro de Traducción Automática, y había sido establecido en 1986. Posteriormente, desde 1996 en adelante, comenzó a entregar títulos profesionales, y su nombre se cambió al actual.
El director del instituto es el profesor Jaime Carbonell.